# طبوغرافية سطح المحيط

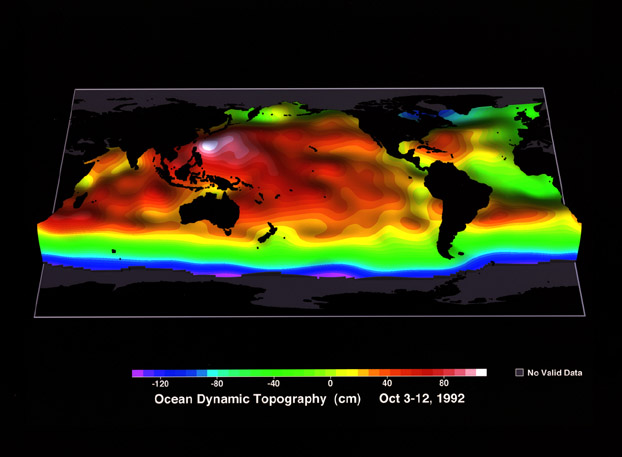
كانت توبيكس بوسيدون بعثة الفضاء الأولى التي تسمح للعلماء برسم خرائط لطبوغرافية المحيط بدقة كافية لدراسة أنظمة التيارات الكبيرة للمحيطات. وعلى الرغم من أن هذه الصورة تم تكوينها من بيانات مسجلة في 10 أيام فقط للبعثة (من 3 إلى 12 تشرين الأول/أكتوبر لعام 1992) فإنها تزيح الستار عن معظم أنظمة التيار التي تم التعرف عليها بواسطة عمليات الرصد التي تمت على متن سفن الفضاء على مدار المائة عام الأخيرة.

يحتوي سطح المحيط على مرتفعات ومنخفضات، تماثل التلال والوديان على سطح اليابسة المصورة على خريطة طبوغرافية. ويتم رسم خرائط لهذه المتغيرات التي يُطلق عليها «طبوغرافية سطح المحيط» أو «طبوغرافية البحر المتحرك» باستخدام قياسات ارتفاع سطح البحر بالنسبة لشكل الأرض المجسم. مجسم الأرض هو عبارة عن سطح محسوب يكافئ قوة الجاذبية المتساوية ويمثل شكلاً لسطح البحر المُقدر في حالة سكون المحيط.
تبلغ أعلى متغيرات في طبوغرافية سطح المحيط مقدار قياس مترين وتتأثر بدوران المحيط ودرجة حرارته وملوحته.
وتُستخدم طبوغرافية سطح المحيط في رسم خرائط تيارات المحيط التي تتحرك حول «مرتفعات» المحيط و«منخفضاته» في طرق يمكن توقعها. ويمكن رصد دوران باتجاه حركة عقارب الساعة حول «المرتفعات» في نصف الكرة الشمالي وفي «المنخفضات» في نصف الكرة الجنوبي. وهذا ما يعرف باسم تأثير كوريوليس. وعلى النقيض من هذا، فإنه يمكن رصد دوران في عكس اتجاه حركة عقارب الساعة حول المنخفضات في نصف الكرة الشمالي والمرتفعات في نصف الكرة الجنوبي "Ocean Surface Topography from Space". NASA/JPL. مؤرشف من الأصل في 2009-05-13.
كما تُستخدم طبوغرافية السطح أيضًا في فهم كيفية نقل المحيط للحرارة حول العالم وهو ما يعتبر مكونًا بالغ الأهمية في مناخ الأرض ولمراقبة التغييرات الواقعة لسطح البحر.

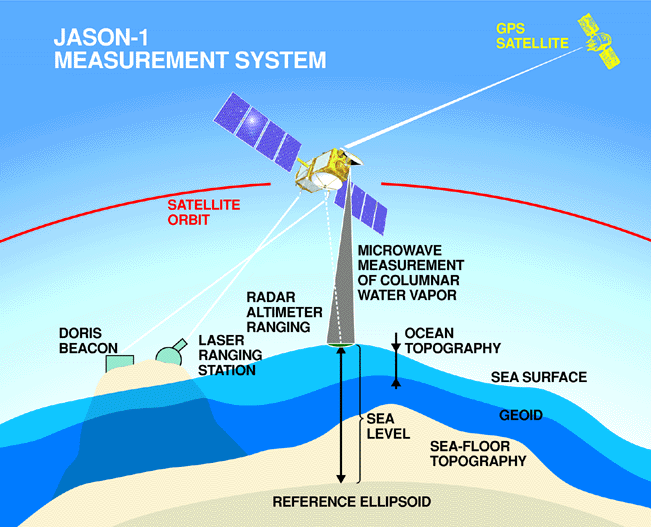
خرائط جيسون-1 لطبوغرافية سطح محيطات العالم التي يتم إنتاجها كل 10 أيام.

يمكن استخلاص طبوغرافية سطح المحيطات من القياسات التي تتم بواسطة السفن والخاصة بتحديد قياس درجة الحرارة والملوحة في عمق المحيط. ومع ذلك، ومنذ عام 1992، قامت سلسلة من بعثات الأقمار الصناعية مقاييس الارتفاع التي بدأت ببعثة توبيكس/بوسيدون واستمرت بعد ذلك بإطلاق بعثة جيسون-1 وبعثة تحديد طبوغرافية سطح المحيط في القمر الصناعي جيسون-2، قامت بقياس ارتفاع سطح البحر بشكل مباشر. ومن خلال دمج قياسات الجاذبية الأرضية المأخوذة من بعثة القمر الصناعي لتغطية حقل الجاذبية واختبار المناخ فإنه يمكن للعلماء تحديد طبوغرافية سطح البحر في سنتيمترات معدودة.
وقد تم اقتراح إرسال قمر صناعي جديد بمهمة تحديد طبوغرافية المحيط باستخدام ماء سطح المحيط لإجراء أول دراسة عالمية لطبوغرافية جميع المسطحات المائية والمحيطات والبحيرات والأنهار. ويتمثل الهدف من هذه الدراسة في تقديم رؤية شاملة لمسطحات المياه العذبة في كوكب الأرض من الفضاء وتحديد قياسات أكثر تفصيلاً لسطح المحيط مقارنة بالقياسات التي تم تحديدها سابقًا.

## وصلات خارجية
- Ocean Surface Topography from Space
- GRACE, Gravity Recovery and Climate Experiment